# The Legend of Zelda: Link's Awakening
The Legend of Zelda: Link's Awakening (укр. Легенда про Зельду: Пробудження Лінка) — це відеогра 2019 року в жанрі пригодницького бойовика, розроблена Grezzo та видана Nintendo для Nintendo Switch. Link's Awakening, випущений у всьому світі 20 вересня 2019 року, є ремейком гри 1993 року для Game Boy. Ремастер із значно покращеною графікою використовує перспективу камери зі зміщенням кута нахилу та зберігає ігровий процес разом з деталями перевидання 1998 року Link's Awakening DX.
У грі представлений «ретро-сучасний» художній стиль, унікальний для цієї серії, з дизайном персонажів, схожим на іграшку, дизайном світу, схожим на діораму, і візуальними елементами, що нагадують вигляд оригінальної гри на Game Boy. Тут також є настроювані підземелля, які гравець може створювати, а потім проходити за винагороду. Гра отримала позитивні відгуки за вірність оригіналу, покращений ігровий процес і унікальний художній стиль, тоді як її технічні проблеми критикували. Станом на грудень 2021 року гру було продано понад 6,08 мільйона копій по всьому світу, що робить її однією з найбільш продаваних ігор на Nintendo Switch.

## Оцінки й відгуки
Більшість критиків висловили думку, що основна гра не потребувала значних змін, але модернізації для сучасного гравця вітаються. Українські огляди описують гру як унікальний продукт свого часу, що здобув друге життя, та завдяки новому обличчю залишиться на довгі роки у серцях гравців.

### Нагороди та номінації
| Рік  | Нагорода                           | Категорія                              | Результат | Прим.         |
| ---- | ---------------------------------- | -------------------------------------- | --------- | ------------- |
| 2019 | 2019 Game Critics Awards           | Найкраща консольна гра                 | Номінація | [ 6 ]         |
| 2019 | 2019 Game Critics Awards           | Найкращий пригодницький бойовик        | Номінація | [ 6 ]         |
| 2019 | Gamescom 2019                      | Найкращий пригодницький бойовик        | Номінація | [ 7 ] [ 8 ]   |
| 2019 | Gamescom 2019                      | Найкраща гра Nintendo Switch           | Перемога  | [ 7 ] [ 8 ]   |
| 2019 | 2019 Golden Joystick Awards        | Гра року від Nintendo                  | Номінація | [ 9 ]         |
| 2019 | The Game Awards 2019               | Найкраща робота художника-постановника | Номінація | [ 10 ]        |
| 2019 | The Game Awards 2019               | Найкращий пригодницький бойовик        | Номінація | [ 10 ]        |
| 2020 | New York Game Awards               | «Вежа Свободи» за найкращий ремейк     | Номінація | [ 11 ]        |
| 2020 | 23rd Annual D.I.C.E. Awards        | Пригодницька гра року                  | Номінація | [ 12 ]        |
| 2020 | NAVGTR Awards                      | Дизайн ігрового процесу, франшиза      | Перемога  | [ 13 ] [ 14 ] |
| 2020 | NAVGTR Awards                      | Гра, класичне відродження              | Номінація | [ 13 ] [ 14 ] |
| 2020 | NAVGTR Awards                      | Оригінальний легкий мікс, франшиза     | Перемога  | [ 13 ] [ 14 ] |
| 2020 | SXSW Gaming Awards                 | Досконалість у мистецтві               | Перемога  | [ 15 ]        |
| 2020 | 16-та British Academy Games Awards | Музика                                 | Номінація | [ 16 ]        |
| 2020 | Famitsu Dengeki Game Awards 2019   | Найкращий пригодницький бойовик        | Номінація | [ 17 ]        |